# Jarg Pataki
Jarg Kalman Pataki (* 14. Dezember 1962 in Basel; † 20. Mai 2021 in München) war ein Schweizer Opern- und Schauspielregisseur auch mit Schwerpunkt auf Avantgarde-Puppen- und Objekttheater.

## Leben
Pataki wurde als Sohn eines jüdisch-ungarischen Vaters und einer deutschen Mutter in Basel geboren und ist dort aufgewachsen. Er studierte Chorleitung an den Konservatorien von Basel und Genf, gründete noch während des Studiums das „Ensemble Vocal Contrastes“, Konzerte und Radioauftritte in der Schweiz, Frankreich und Deutschland, danach Schauspielstudium an der École Supérieur d’Art Dramatique Genève und direkt im Anschluss Schauspielregie an der Hochschule für Schauspielkunst „Ernst Busch“ Berlin. Er lebte in Genf und München und arbeitete am Freiburger Theater, Stuttgarter Staatstheater, Deutsches Theater Berlin, Staatsschauspiel Hannover, Meininger Theater, Residenztheater München, Theater Freiburg, Luzerner Theater und am Schauspielhaus Hamburg.
In seinen ersten Jahren konzentrierte sich Patakis Regiearbeit vor allem auf das experimentelle Zusammenspiel von Schauspielern und lebensgroßen Puppen. Inspiriert vom japanischen No-Theater und vom Bunraku entwickelte er eine eigenständige zeitgenössische europäische Theaterform. Sprache, Bewegung und Raum werden hochgradig stilisiert, Schauspieler und Puppen stehen sich in einem bildstarken Kontext gleichwertig und kaum unterscheidbar gegenüber. Dies führte nicht zu einer Entmündigung des Schauspielers, sondern zu einer vertiefenden Archaisierung, die den Urgründen des Menschseins nachspürt. Besonders bemerkenswerte Beispiele dieses Stils waren Das Totenhaus (Luzern 2000) und Kurzdramen (München 2001), beides Stücke des französischen Avantgarde-Autors Philippe Minyana. Diese Phase seiner Arbeit hat Pataki auch in seinem Text Die Puppe als Model der Schauspielkunst theoretisch ausgeführt: Der Schauspieler soll sich von der aktuell vorherrschenden voyeuristischen Perspektive entfernen. Die Vorstellung muss im Kopf des Zuschauers entstehen. Die Puppe als Objekt ähnelt dem Musikinstrument, das präzise zum Klingen gebracht werden muss. Die Arbeit mit Puppen ist auch Modell für die Arbeit mit lebenden Akteuren: „Der Schauspieler muss lernen, sich selber als Instrument zu spielen.“
In einer zweiten Phase experimentierte Pataki mit dem surrealen Potential des Objekttheaters. Er versuchte nicht mehr das menschliche Subjekt als Zentrum des Universums zu verstehen, sondern zeigte, dass alle Teile dieser Welt in gleichem Maße beseelt und in ständiger Interaktion sind. Dazu verwandelte er den Raum und alle in ihm befindlichen Objekte einschließlich des Menschen in von Puppenspielern geführte Komplexe. So erzeugte er ein Gefühl der Undurchschaubarkeit und stellte die Frage, welche Kräfte steuern eigentlich unser menschliches Dasein. Besonders eindrücklich und innovativ war die Erfindung von menschlichen Doppel- und Vielfachwesen bestehend aus Schauspielern und Puppenspielern. Gleichzeitig experimentierte Pataki weiter mit formalen Sprechweisen. Er arbeitete vorrangig mit Romantexten, die er in ihrer originalen Mischung aus Prosa und Dialog beließ und in chorische Partituren verwandelte. Herausragende Arbeiten dieser Zeit waren Amerika nach dem Roman von Franz Kafka (Luzern 2002), Jakob von Gunten nach dem Roman von Robert Walser (Luzern 2003) und Dantons Tod von Georg Büchner (Meiningen 2004).
In seiner dritten Phase begann Pataki, der auch schon zuvor mehrfach Oper inszeniert hatte, musiktheatralische Elemente in seine Arbeit einzubauen. Orchester, Opernchor, Sänger, Schauspieler und Puppenspieler bildeten ein Gesamtkunstwerk, etwas volkstümlicher als in seinen früheren Arbeiten, aber immer noch unverkennbar in ihrer stilistischen Eigenheit. Wichtige Arbeiten dieser Zeit waren Wilhelm Meisters Lehrjahre nach dem Roman von Johann Wolfgang Goethe (Hannover 2005), Der Process nach dem Roman von Franz Kafka mit Musik von Krzysztof Penderecki (Freiburg 2006), Peer Gynt von Henrik Ibsen mit der Musik von Edward Grieg (Freiburg 2007) und Der Sturm von William Shakespeare mit der Musik von Jean Sibelius (Freiburg 2008).
Zuletzt orientierte sich Patakis Arbeit an zwei Strängen. Einerseits reine Schauspielarbeiten, die sich mit wesentlichen politischen Themen beschäftigten – hier besonders seine Inszenierungen der Buddenbrooks nach dem Roman von Thomas Mann (Freiburg 2009) – anderseits das Hinterfragen der Konventionen des Musiktheaters – in seiner Inszenierung der Dreigroschenoper von Bertolt Brecht und Kurt Weill (Hamburg 2010) dekonstruierte er teilweise die musikalische Textur, operierte mit aus der Avantgarde und dem Free Jazz kommenden Klangflächen und erzeugte dadurch völlig neue Klangeindrücke. Daneben inszenierte er auch vermehrt klassische Oper. Im Wintersemester 2010/11 hatte er eine Professur an der Hochschule für Bildende Künste Dresden.

## Inszenierungen (Auswahl)
- Bayerisches Staatsschauspiel: Kurzdramen I von Philippe Minyana
- Deutsches Theater Berlin: Die Zeit und das Zimmer von Botho Strauß
- Théâtre du Grutli Genève: Le bon Dieu de Manhattan von Ingeborg Bachmann
- Luzerner Theater: Das Totenhaus von Philippe Minyana
- Luzerner Theater: La traviata von Francesco Maria Piave und Giuseppe Verdi
- Luzerner Theater: Jakob von Gunten nach dem Roman von Robert Walser
- Luzerner Theater: Der fliegende Holländer von Richard Wagner
- Luzerner Theater: Amerika nach dem Romanfragment von Franz Kafka
- Südthüringisches Staatstheater Meiningen: Dantons Tod von Georg Büchner
- Staatstheater Hannover: Berlin Alexanderplatz nach dem Roman von Alfred Döblin
- Staatstheater Hannover: Wilhelm Meisters Lehrjahre nach dem Roman von Johann Wolfgang Goethe
- Staatstheater Stuttgart: Das Opfer nach dem Film von Andrei Tarkowski
- Theater am Neumarkt Zürich: Fragmente einer Sprache der Liebe anstatt Dunkel lockende Welt nach dem Text von Roland Barthes im Bühnenbild des Stücks von Händl Klaus
- Theater Freiburg: Die Möglichkeit einer Insel nach dem Roman von Michel Houellebecq
- Theater Freiburg: Der Process nach dem Romanfragment von Franz Kafka
- Theater Freiburg: Peer Gynt von Henrik Ibsen und Edvard Grieg
- Theater Freiburg: Madame Butterfly von Giuseppe Giacosa, Luigi Illica und Giacomo Puccini
- Theater Freiburg: Fremdwerden I–III nach Texten von Petra Kelly, Albert Camus und Aharon Appelfeld
- Theater Freiburg: Der Sturm von William Shakespeare und Jean Sibelius
- Theater Freiburg: Die Buddenbrooks nach dem Roman von Thomas Mann
- Theater Freiburg: Tosca von Giuseppe Giacosa, Luigi Illica und Giacomo Puccini
- Theater Freiburg: Die Grünen. Eine Erfolgsgeschichte von Jarg Pataki und Viola Hasselberg
- Schauspielhaus Hamburg: Ein Volksfeind von Henrik Ibsen
- Schauspielhaus Hamburg: Die Dreigroschenoper von Bertolt Brecht und Kurt Weill
- Opernfestspiele Schwetzingen/Theater Freiburg: Die Zauberflöte von Emanuel Schikaneder und Wolfgang Amadeus Mozart